# Tintry
Tintry ist eine französische Gemeinde mit 79 Einwohnern (Stand: 1. Januar 2022) im Département Saône-et-Loire in der Region Bourgogne-Franche-Comté (vor 2016 Bourgogne). Sie gehört zum Arrondissement Autun und zum Kanton Autun-1 (bis 2015 Kanton Épinac).

## Geographie
Tintry liegt etwa 17 Kilometer ostsüdöstlich von Autun. Nachbargemeinden von Tintry sind Morlet im Norden und Nordosten, Collonge-la-Madeleine im Osten und Nordosten, Saint-Gervais-sur-Couches im Südosten, Saint-Martin-de-Commune im Süden und Südosten, Saint-Émiland im Südwesten sowie Auxy im Westen.

## Bevölkerungsentwicklung
| Jahr                      | 1962 | 1968 | 1975 | 1982 | 1990 | 1999 | 2006 | 2013 |
| Einwohner                 | 81   | 63   | 57   | 49   | 53   | 68   | 80   | 75   |
| Quelle: Cassini und INSEE |      |      |      |      |      |      |      |      |

## Sehenswürdigkeiten

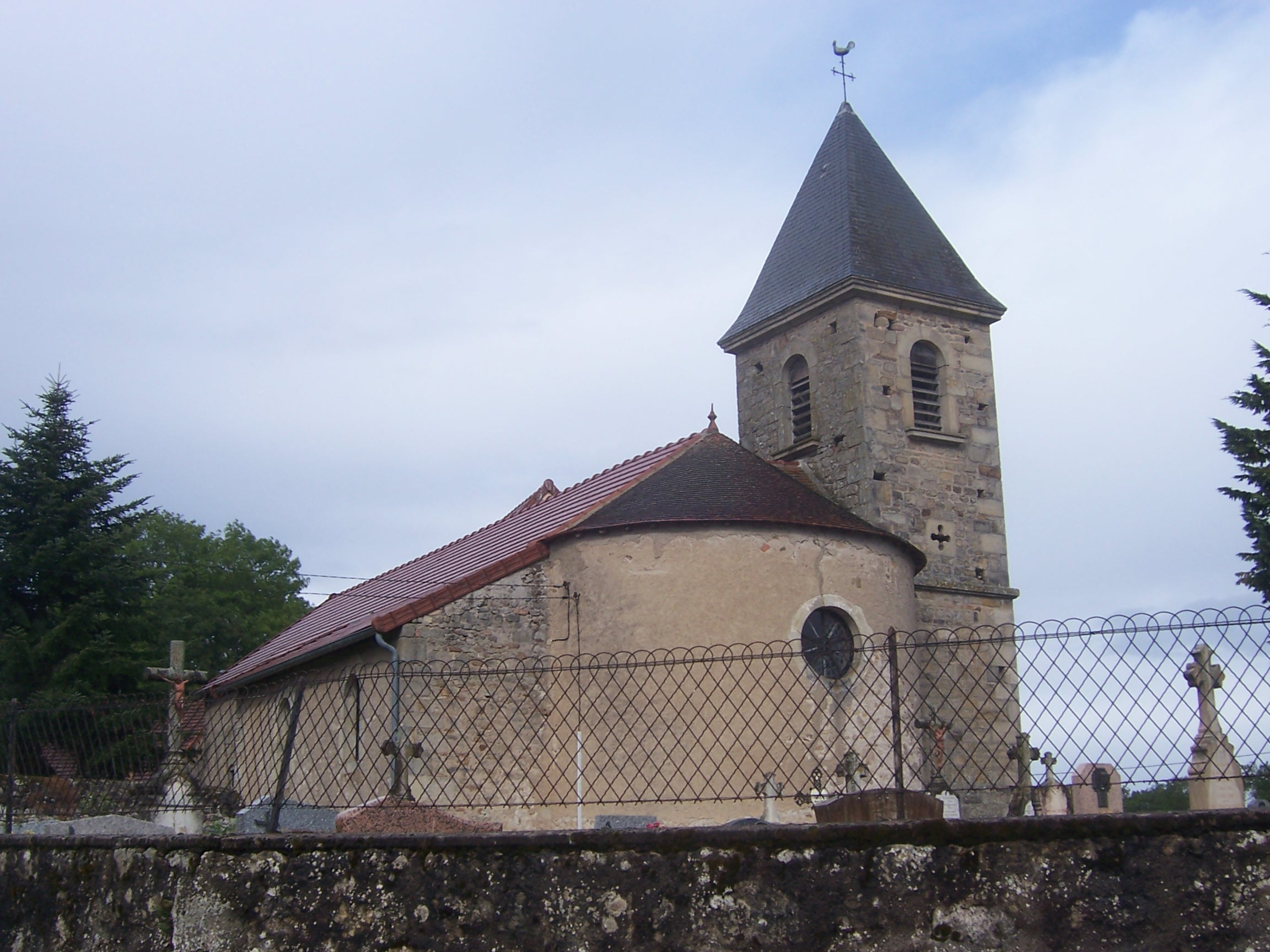
Kirche Saint-Germain

- Kirche Saint-Germain